# Festival d'été de Québec
Le  Festival d'été de Québec (FEQ) est un festival musical extérieur majeur présenté depuis 1968 dans la ville de Québec (Canada).
Le FEQ se tient sur onze jours en juillet et est un événement musical multi-genre où se côtoient des têtes d'affiche internationales et des artistes émergents des quatre coins du monde.

## Histoire

### Origines du festival
La création d'un « festival international d'art français » à Québec est promu dès la fin des années 1950 par Françoys Bernier, le directeur musical de l'Orchestre symphonique de Québec. L'art, la francophonie et l'ouverture au monde sont les trois piliers du concept. Bernier souhaite tirer profit des « sites naturels qui font la beauté de notre ville » pour organiser un festival artistique francophone réunissant des spectacles de théâtre, de littérature, de musique, d'expositions et de cinéma français. Il cite le Festival de Stratford, créé en 1953 en Ontario, comme comparatif. Les sites touristiques du Vieux-Québec, secteur alors en phase de requalification, sont identifiés comme possibles lieux de prestation. Le maire Gilles Lamontagne est initialement réticent au projet, craignant une météo estivale défavorable et une clientèle francophone insuffisante et non-rentable.
Le festival voit finalement le jour en 1968 dans le contexte du mouvement hippie, porté par les jeunes de la génération du Baby-boom, tout juste un an avant l'emblématique Festival de Woodstock. À l'hiver, sept étudiants de l'École normale Laval se lient d'amitié lors de l'interprétation d'une pièce de théâtre d'Eugène Ionesco : Bernard Pelchat, Constance Paré, Diane Lavoie, Hélène Savoie, Hélène Trépanier, Louis Ricard et Michel Viel. Inspirés par le projet de Bernier, ils obtiennent le support du milieu des arts et des affaires et forment la « Commission des spectacles du Vieux Québec ». La Ville de Québec et le ministère des Affaires culturelles accepte de subventionner le projet.

### Années 1970 à 2000: arts et francophonie

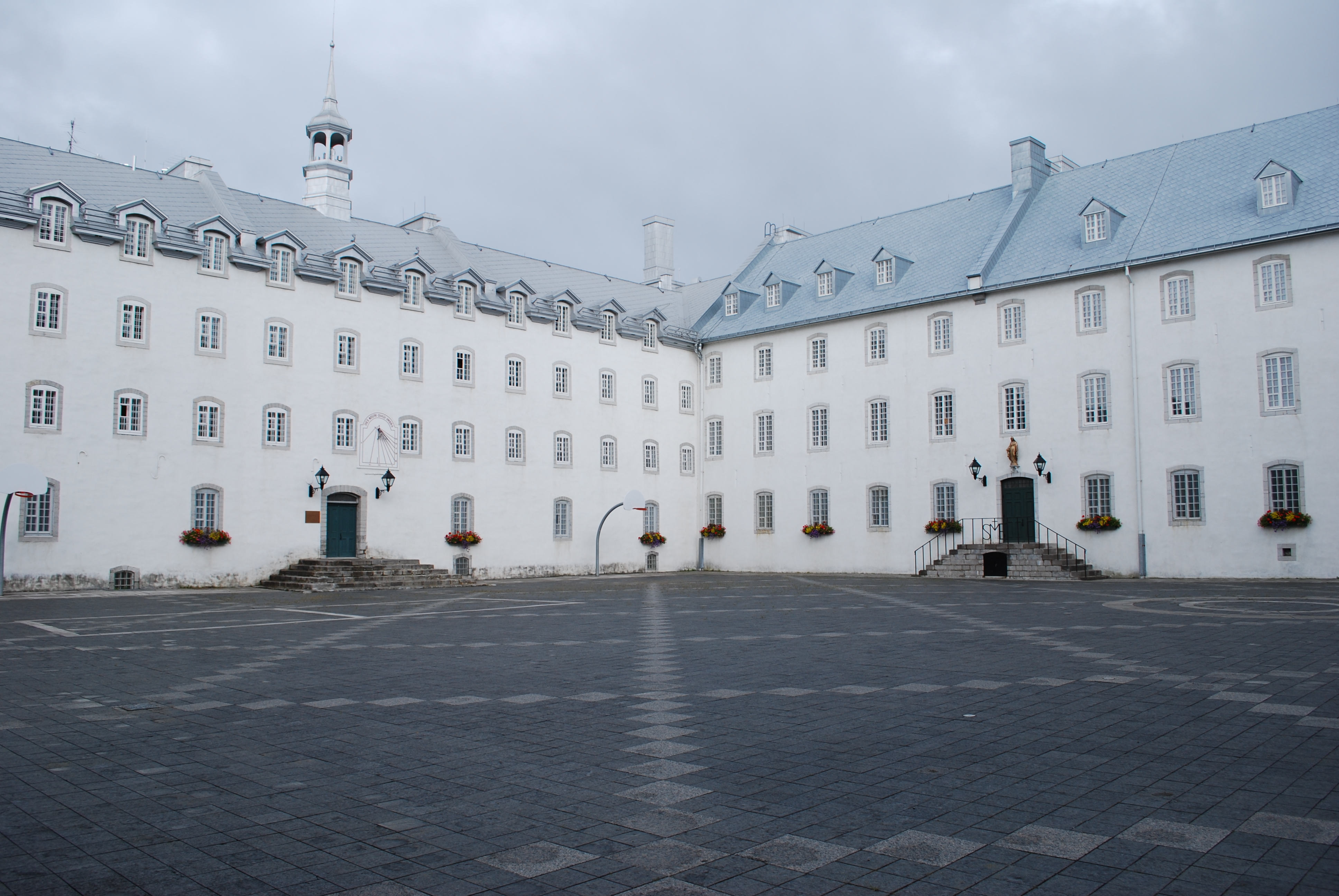
La cour intérieure du Petit séminaire, principal site du festival dans les années 1970.

La toute première édition du festival se déroule du 28 juin au 17 juillet 1968 sur une scène construite dans la cour intérieure du Petit séminaire de Québec. Une partie importante du festival est consacrée au théâtre, domaine artistique dont provenaient ses fondateurs.
Les artistes de la chanson québécoise comme Félix Leclerc ou Gilles Vigneault sont les têtes d'affiche du festival dans ses premières années d'existence. À la suite de la Superfrancofête de 1974, le festival s'ouvre davantage sur l'ensemble de la francophonie. En 1978, dans le cadre du 370e anniversaire de Québec, le festival accueille des artistes d'Amérique, d'Afrique et d'Europe. En 1982, la scène du Parc du Pigeonnier présente ses premiers spectacles en soirée.
En 1986, lors de sa 19e édition, le festival ajoute le mot « international » à son titre. Pour boucler son budget de 1,4 million $ en grande partie financé par des subventions gouvernementales et des commandites d'entreprise, le festival crée la Journée de la fleur – en référence à son logo – dont l'objectif est un autofinancement via la vente d'épinglette. L'initiative est un échec, mais l'autofinancement est là pour rester.
En 1995, le principe de gratuité du festival tombe. L'achat d'un macaron devient obligatoire pour assister aux spectacles se déroulant sur les trois grandes scènes. Néanmoins, l'édition est un succès et les recettes permettent au festival de rêver encore plus grand. L'année suivante, l'organisation du festival troque son étiquette « international » pour celui du nom d'un présentateur officiel, la marque de cigarettes du Maurier, en échange d'une contribution financière substantielle,. Bell prend la relève du cigarettier en 2001.

### Depuis 2000: virage commercial et international

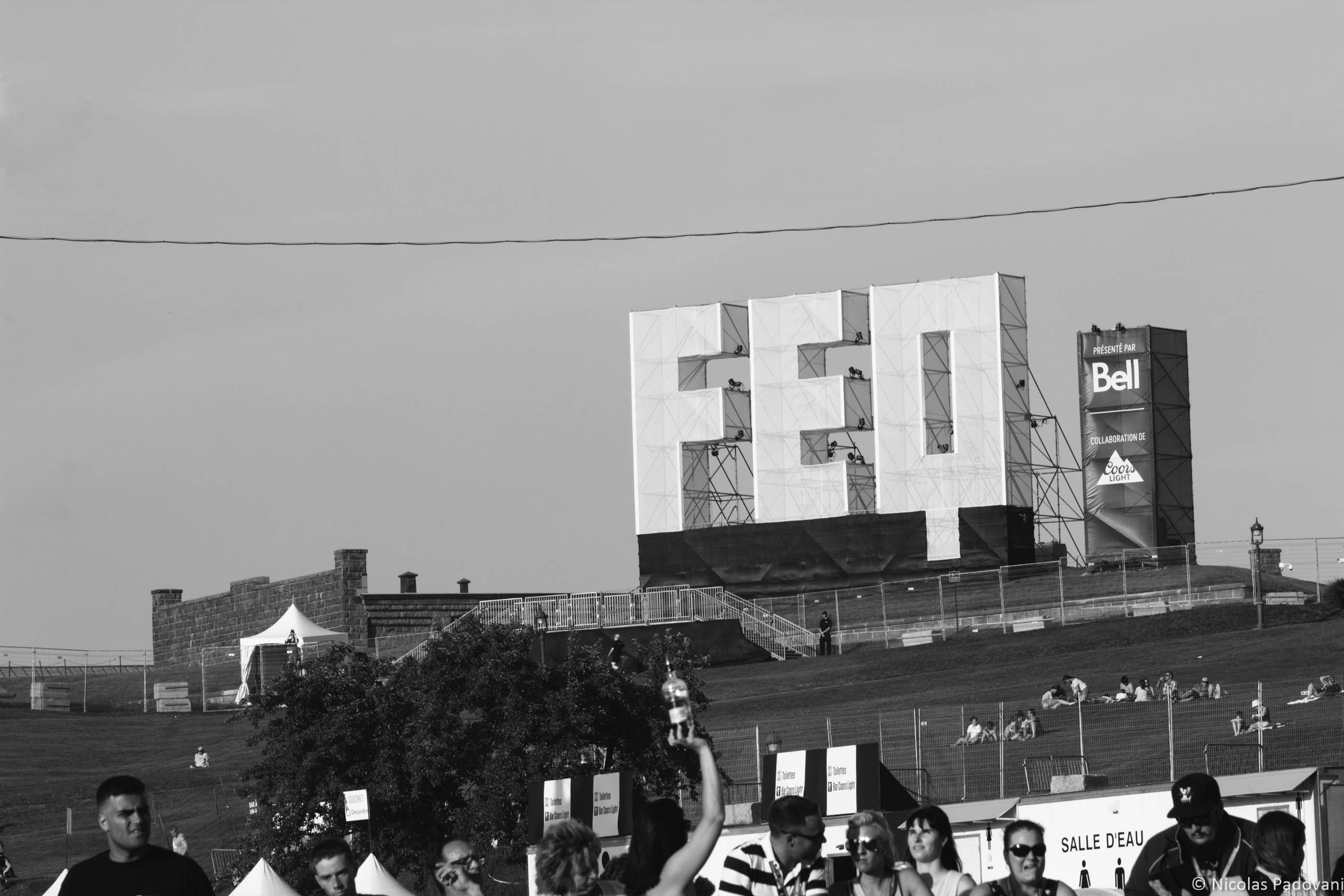
L'acronyme du festival en lettres géantes sur les plaines d'Abraham.

À partir des années 2000, fort de sa popularité et de sa nouvelle structure financière, la programmation du festival offre une place prépondérante aux artistes populaires et groupes mondialement connus. C’est alors que le festival commence à présenter des artistes internationaux comme ZZ Top (2005), Scorpions (2006) ou Paul McCartney (2008). Ce virage international est confirmé dans les années 2010 avec la présentation systématique de plusieurs artistes « tête d'affiche » à chaque été.
Au début de l'année 2010, une lettre signée par plus d'une vingtaine de personnalités québécoises (dont Raoul Duguay, Yann Perreau, Louis O'Neill, Matthias Rioux, Claude Morin et Gérald Larose) témoignait d'inquiétudes auprès de la ministre québécoise de la Culture, madame Christine St-Pierre, concernant la présence démesurée d'artistes anglophones lors de l'édition 2010 du Festival. Après plusieurs jours de controverse autour de la présence de grandes vedettes anglophones au Festival d'été de Québec, Daniel Gélinas, le directeur général de l'événement, confirmait la programmation prévue.

#### Années 2020

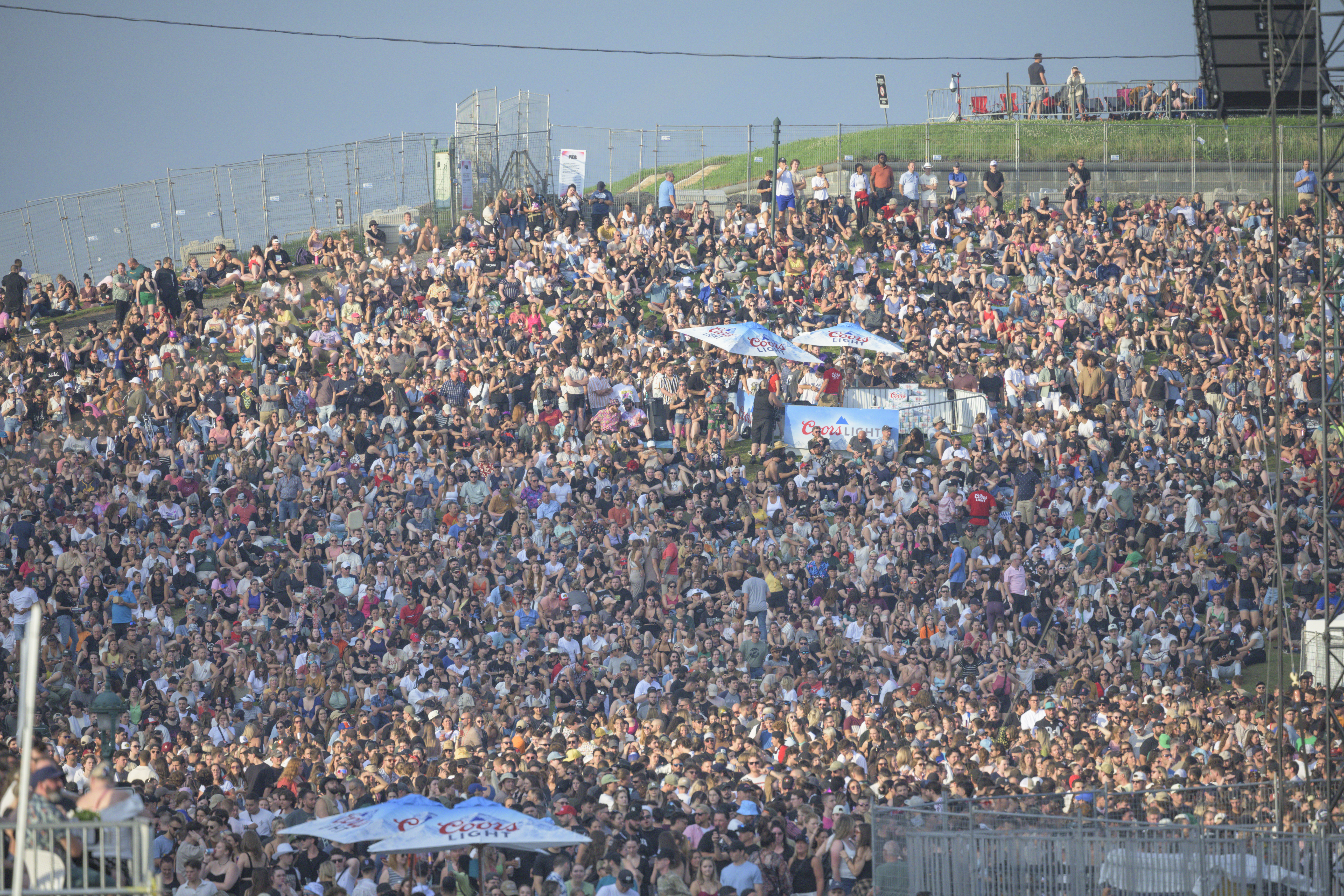
Festival d'été de Québec 2024

Le festival est annulé pour la première fois en 2020 en raison de la pandémie de Covid-19. En février 2022, l’équipe d'organisation prend le nom de BLEUFEU.
Lors de l'édition 2023, deux soirées doivent être écourtées ou annulées en raison des conditions météorologiques. Afin de pallier ces annulations, une nouvelle soirée est ajoutée le lundi 17 juillet. Ce concert supplémentaire permet aux Cowboys fringants d'attirer 90 000 spectateurs sur les plaines d'Abraham, chiffre présenté comme un record historique pour un artiste québécois. Ce spectacle devient d'autant plus mémorable puisqu'il s'agit de la dernière fois que le groupe montera sur la scène du Festival d'été de Québec avec le chanteur, Karl Tremblay, décédé d'un cancer le 15 novembre 2023.
Au dévoilement de la programmation de l'édition, le 20 mars 2024, on annonce le retour d'une scène à la Place d'Youville avec un volet Découverte ainsi qu'une programmation intérieure au Grand Théâtre de Québec. Louis Bellavance, le programmateur du FEQ indique qu'il a été plus difficile que par les années précédentes de compléter la programmation. Lors de cette 56e édition, 50% des artistes annoncés étaient québécois. Les femmes, quant à elles, représentaient environ 42% des artistes selon Louis Bellavance. Des artistes populaires tels que 50 Cent, J Balvin, Nickelback, les Jonas Brothers, Zac Brown Band et Post Malone sont montés sur scène entre le 4 et 14 juillet 2024 .
En 2025, la programmation comporte comme tête d’affiche notamment Avril Lavigne, Benson Boone, Hozier, et Kygo. La 57e édition du festival se déroule du 3 au 13 juillet 2025 dans la ville de Québec. Aussi, après 10 ans d'attente de la part des organisateurs du FEQ, Shania Twain a enfin rejoint la programmation de 2025.

## Scènes
Le Festival présente ses principaux spectacles sur cinq scènes extérieures : 
1. Scène Bell (46° 48′ 19″ N, 71° 12′ 46″ O). Située sur les plaines d'Abraham, c'est la plus grande scène avec une capacité de 100 000 spectateurs.
2. Scènes Loto-Québec et Sirius XM (46° 28′ 57″ N, 71° 07′ 30″ O ). Deux scènes situées à la place George-V
3. Scène Hydro-Québec (46° 48′ 37″ N, 71° 12′ 41″ O). Située sur la place de l'Assemblée-Nationale.
4. Scène Crave  (46° 48′ 45″ N, 71° 12′ 49″ O). Située à la place D'Youville. Scène utilisée de 1988 à 2019 pour les spectacles de musique du monde. De retour depuis 2024 avec le volet Découverte.

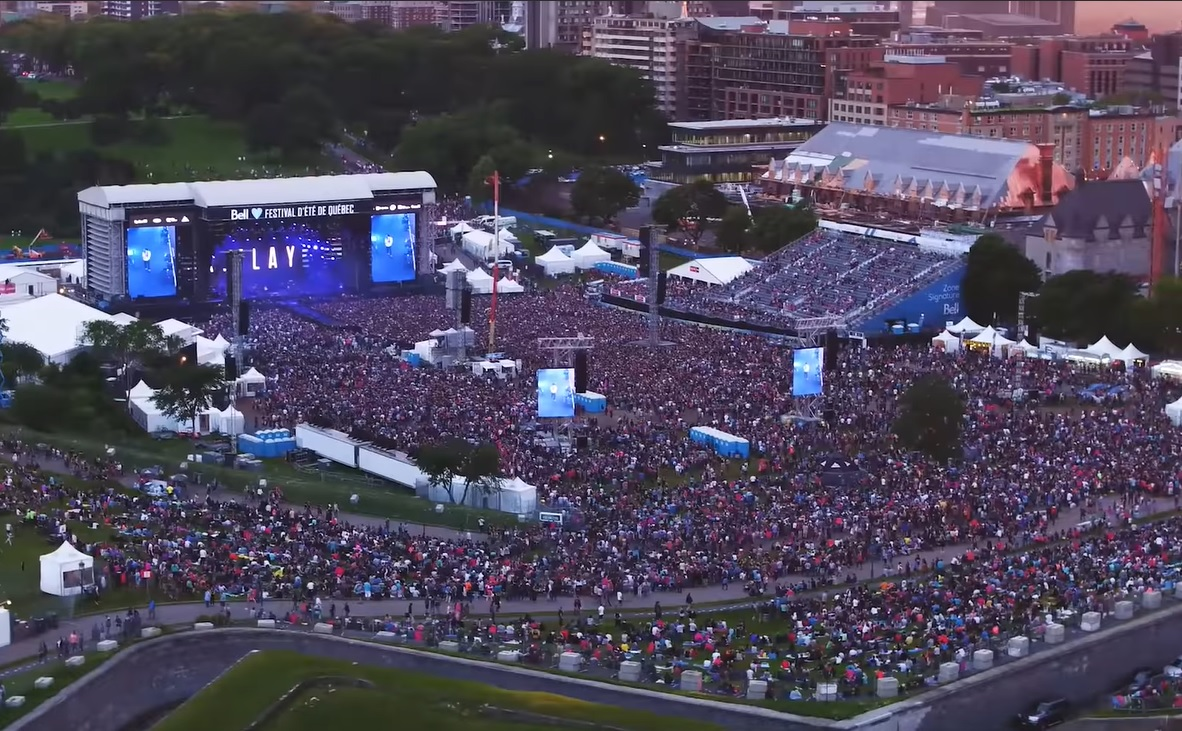
Scène Bell (plaines d'Abraham)
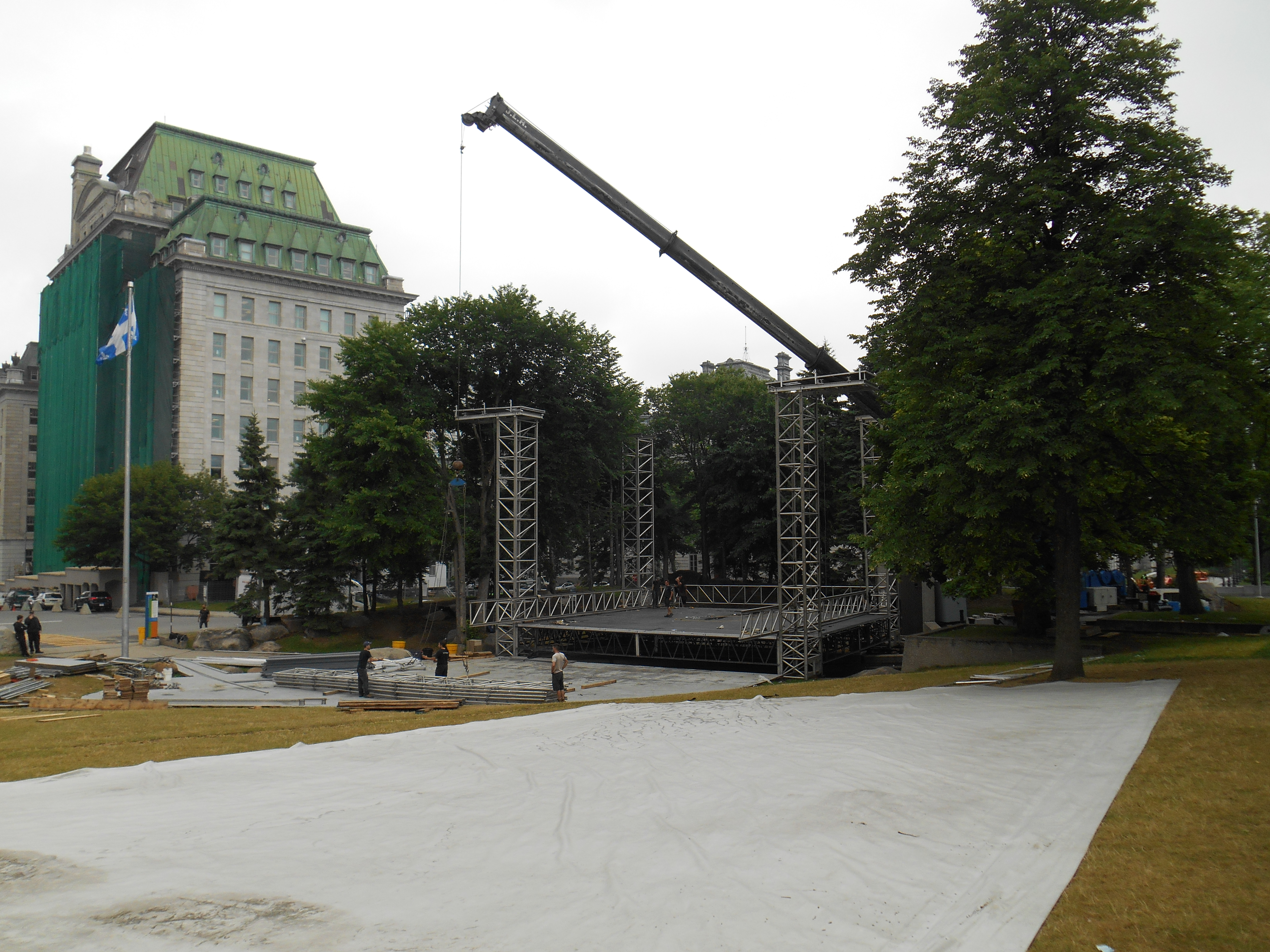
Scènes Loto-Québec et Sirius XM (place George-V)
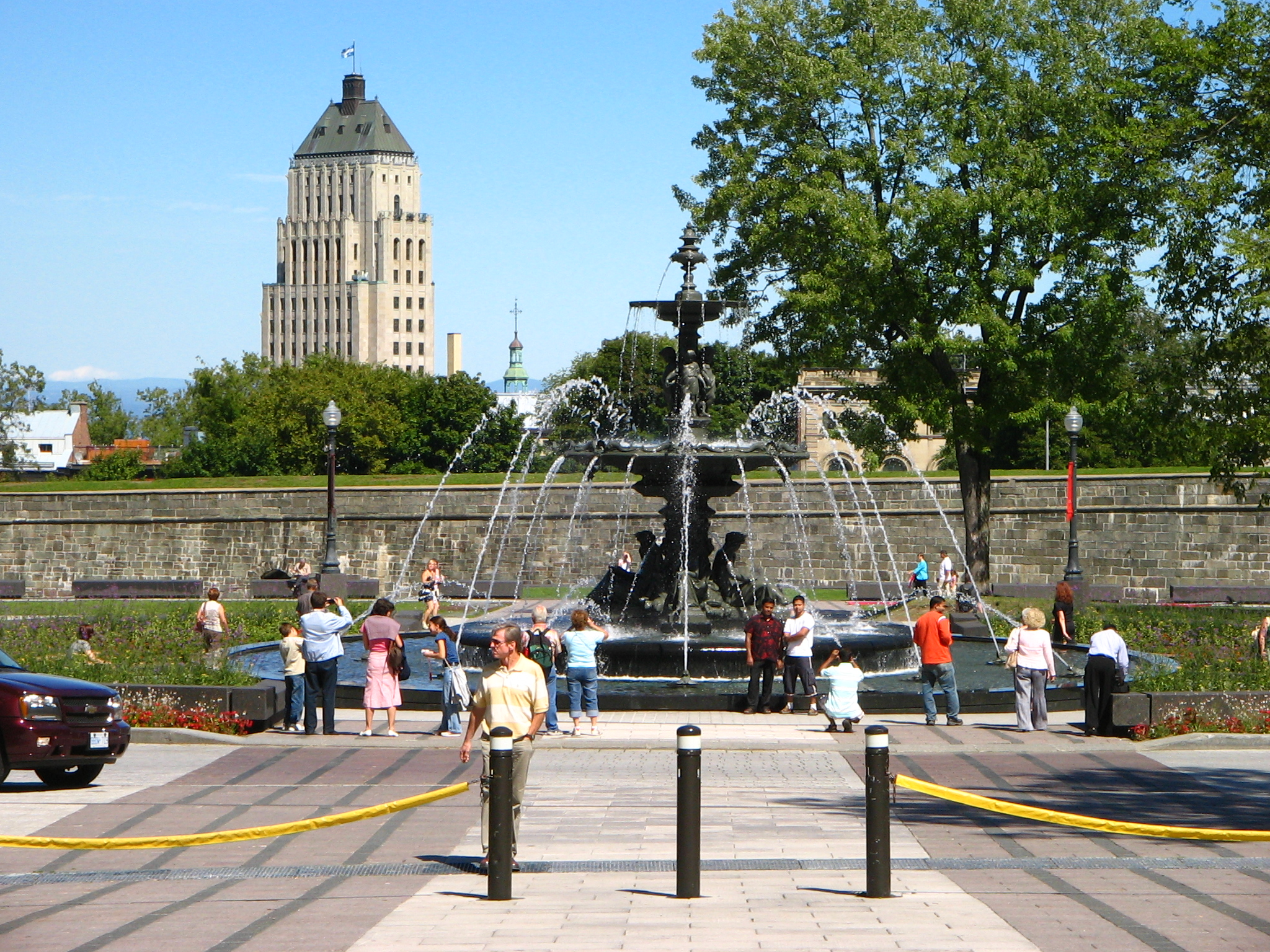
Scène Hydro-Québec (place de l'Assemblée-Nationale)

### Anciens sites
- Impérial Bell (-2019) : offre des spectacles de musique électronique, hip-hop et rock en salle.
- Espace 400e (2008-2015) : l'espace près du bassin Louise accueillait la Place de la famille le Lait.
- Parc de l'Esplanade :  se concentre sur l'animation et les spectacles pour les enfants.
- Parc de la Francophonie (-2024) :remplacé par la Place Georges V en 2025[26].
- Parc Victoria (?) : Des scènes temporaires ont déjà été installées[27].
- Jardins de l'Hôtel de ville de Québec : se concentre sur l'animation et les spectacles pour les enfants.
- Jardin des Gouverneurs : scène utilisée dans les premières décennies du festival, avant les années 2000 pour des spectacles pour enfants et pour des spectacles intimistes.
- Cour intérieur du Petit séminaire de Québec (1968-1982) : site principal du festival dans ses premières années d'existence
- Le Cercle (années 2000-2020) : restaurant-bar sur la rue Saint-Joseph Est offrant des spectacles de fin de soirées.

## Organisation

### Tarification
Le laissez-passer du Festival, composé d’un bracelet avec puce RFID et d’un macaron lumineux, donne accès à tous les spectacles présentés dans le cadre de l’événement. Environ 60 000 laissez-passer sont disponibles en prévente et cette quantité s’écoule souvent en quelques minutes,. En 2016, le prix en prévente varie entre 80 $ et 90 $ et le prix régulier, à partir du 7 juin, est de 100 $. En 2025, le prix en prévente est de 152$ et de 165$ pour le prix régulier.
Évolution de la tarification depuis 2001 ($CAN) :
- Prix régulier
- Prix en prévente

Des billets quotidiens ont été offerts entre 2011 et 2014 pour assister à certains spectacles présentés sur la Scène Bell (Plaines d’Abraham): cette pratique n'a pas été réitérée depuis.
Les accès à la Place D’Youville, au Cœur du FEQ de la Place de l'Assemblée-Nationale, ainsi qu'à Place de la famille le Lait, sont gratuits pour tous, mais le laissez-passer est tout de même recommandé puisqu'il s'agit d'un des principaux moyens de financement de l’événement. Pour les enfants de moins de 12 ans accompagnés d'un adulte (maximum 2), le passage est gratuit en tous lieux dans les zones en admission générale sauf sur la scène Bell lors de certains spectacles avec une foule plus déchaînée tels que des groupes rock ou métal.
| Modes de paiement | 2007    | 2008    | 2009    | 2010    | 2011    | 2012    | 2013    | 2014    | 2015 | 2016    | 2017    | 2024    | 2025    |
| ----------------- | ------- | ------- | ------- | ------- | ------- | ------- | ------- | ------- | ---- | ------- | ------- | ------- | ------- |
| Laissez-passer    | 100 000 | 151 000 | 120 000 | 152 000 | 167 500 | 150 000 | 140 000 | 140 000 | -    | 120 000 | 135 000 | 135 000 | 125 000 |
| Prévente          | -       | -       | -       | -       | -       | -       | -       | -       | -    | -       | -       | 20 000  | 20 000  |
| Billet quotidien  | -       | -       | -       | -       | ?       | ?       | ?       | ?       | -    | -       | -       | -       | -       |

### Identité visuelle
Identité visuelle

Logo entre 1972 jusqu'au années 1980[34]
Logo de 2002 à 2012
Logo du Festival d'été de Québec de 1999 à 2012

Logo du Festival d'été de Québec de 2012 jusqu'en 2016
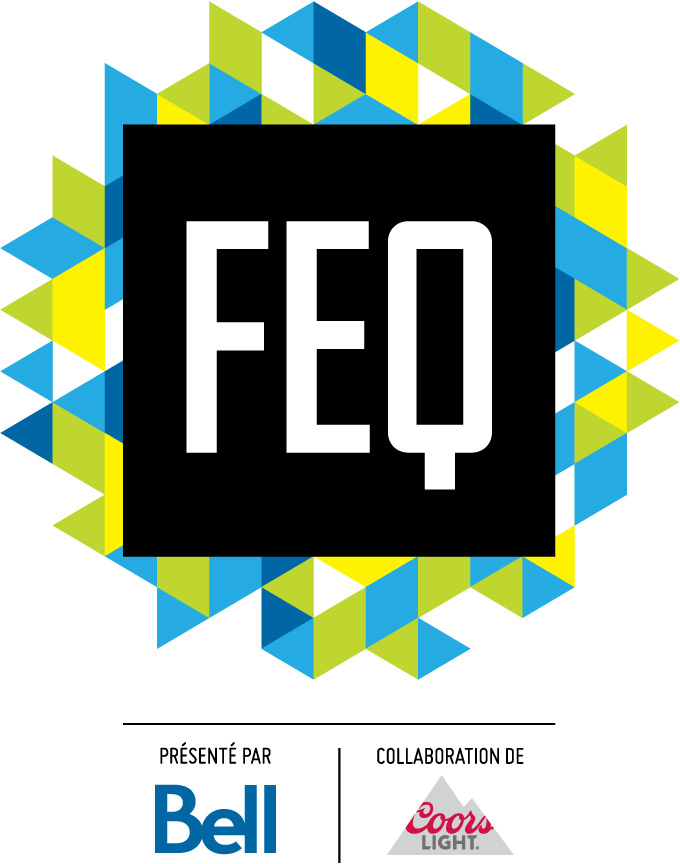
Logo du Festival d'été de Québec de 2016 à 2022
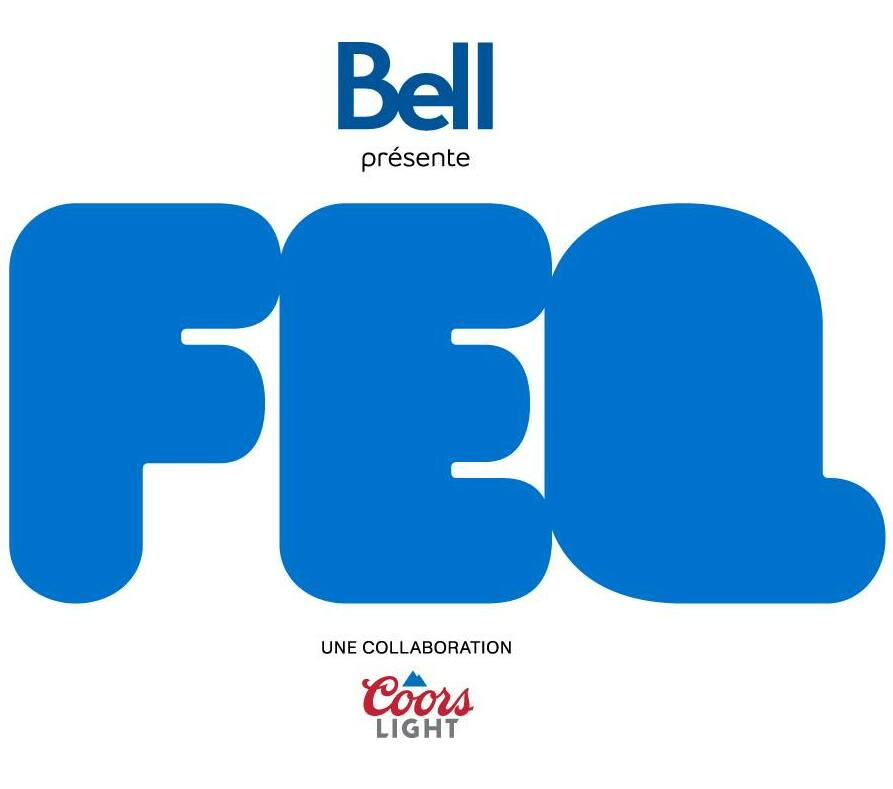
Logo du Festival d'été de Québec de 2022 à 2024
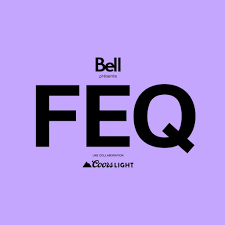
Logo du Festival d'été de Québec depuis 2025

## Éditions

### Thèmes
- 1980 : C'est au tour du monde.
- 2021 : Rebonjour !

## Prix FEQ (auparavant Prix Miroir)
Depuis 1989, le Festival d’été de Québec honore les talents d’ici et d’ailleurs par la remise des prix Miroir. Chaque année, le Festival fait appel à un jury formé de professionnels œuvrant dans l’industrie de la musique afin de primer des artistes ou groupes de la programmation qui se sont démarqués. À l'exception du prix Miroir Coup de cœur, le Festival sélectionne les artistes en lice, à raison de dix artistes par catégorie, pour s’assurer que chacune des catégories soit dûment représentée. Le récipiendaire du prix Miroir du Spectacle le plus populaire est, quant à lui, choisi par les festivaliers, alors que le prix Miroir de la Renommée est décerné par le Festival d’été de Québec.
- Miroir de la Chanson d’expression française : Prime l’artiste ou le groupe ayant le mieux célébré la langue française par la qualité de ses textes et/ou de la composition musicale et/ou de son interprétation.
- Miroir Musiques et Folklores du monde : Prime l’artiste ou le groupe dont les composantes du spectacle ont su le mieux mettre en valeur un style musical identifié aux musiques du monde.
- Miroir Innovation : Prime un artiste ayant suscité l’étonnement par l’audace et le caractère novateur et/ou singulier de sa proposition artistique (Ex. : métissages improbables, présentation scénique éclatée…).
- Miroir Auteur-compositeur-interprète d’ici : Prime un nouvel artiste ou groupe d’origine canadienne, ou résident au Canada, s’étant distingué à la fois par la qualité de ses textes, de ses compositions et de son interprétation. L’artiste ou le groupe primé doit avoir commis au plus deux albums professionnellement.
- Miroir Coup de cœur : Prime l’artiste ou le groupe pour lequel le jury a su faire consensus autour de la grande qualité du spectacle présenté. Cette prestation doit s’être démarquée de toutes les autres selon un ou plusieurs critères, à l’entière discrétion des jurés.
- Miroir du Spectacle le plus populaire : Prime le spectacle le plus populaire du Festival au moyen d’un vote du public, en ligne, sur le site Internet du Festival. Ce prix consiste en un trophée assorti d’un montant de 5 000 $ à remettre à l’un ou l’autre des cinq organismes de bienfaisance de la ville de Québec présélectionnés par le Festival.
- Miroir de la Renommée (instauré en 2009) :  Ce prix est décerné par le Festival d’été de Québec afin de souligner le caractère exceptionnel de la carrière d'un artiste ou artisan en lien avec sa programmation. La remise ou non de ce prix est laissée à l’entière discrétion de l’organisation du Festival.

## Honneurs et reconnaissances
- 2019 : « Major Festival of the Year » des Canadians Live Music Industry Awards[93]